# Florian Meierott
Florian Meierott (* 18. September 1968 in Würzburg) ist ein deutscher Violinist, Violinpädagoge und Komponist.

## Leben
Als Sohn des Musikprofessors Lenz Meierott und einer Gymnasialmusiklehrerin begann er im Alter von 4 Jahren das Violinspiel bei dem renommierten Kinderpädagogen Egon Sassmannshaus (1928–2010). Danach war er unter anderem Schüler von Max Speermann (1944–2021) in Würzburg, bis er als Jungstudent in die Klasse von Ulf Hoelscher an die Musikhochschule Karlsruhe wechselte. 1988 legte er sein Abitur ab. Er absolvierte Meisterkurse bei Ruggiero Ricci, Reinhard Goebel und Zakhar Bron. Nachdem er mit höchster Auszeichnung sein Studium bei Wilhelm Melcher (Primarius des Melos-Quartettes) in Stuttgart abgeschlossen hatte, begann er seine solistische Laufbahn.
Der vielfach ausgezeichnete Geiger musizierte mit vielen namhaften Orchestern (Berliner Symphoniker, ungarische Nationalphilharmonie) und Musikern wie Kalle Randalu, Siegfried Mauser, Stefan Palm, Michael Tröster, Hakim Ludin, Daniel Müller-Schott, Ingolf Turban und dem Duo Tedesco. Uraufführung der Werke von Xaver Paul Thoma, Stefan Bartling, Jaan Rääts, Klaus Hinrich Stahmer, Herbert Baumann, John Glenesk Mortimer und Wolfram Graf. Florian Meierott ist Konzertmeister des German Chamber Orchestra.
Seit 2004 ist er künstlerischer Leiter des Festivals „Ein Ort wird Musik“ in Bad Hindelang, Allgäu. Von 2005 bis 2014 war er Leiter der „Erlacher Schlosskonzerte“. 2008 gründete er die „Florian Meierott Stiftung“ zur Förderung junger Musiker. Von 2008 bis 2014 lehrte er Violine und Didaktik an der Hochschule für Musik Würzburg. Florian Meierott lebte und unterrichtete nach seiner Ausbildung auf Schloss Erlach in Bayern und seit 2014 in der „Villa Paganini“ in Kitzingen. 2022 gründete er die „International Violin Academy Florian Meierott“.
Er spielt eine italienische Violine, um 1780 und einen Bogen von Charles Peccatte (1850–1918).

## Werke
- Silent song 1. Violine solo. 1998.
- Paganama. Violine solo. 1999.
- op.61. Violine solo. 2002.
- Silent song 2. Violine solo. 2006.
- Reise um die Welt. Violine und Klavier. 2006.
- Allegro. Violine solo. 2007.
- Capriccio. Violine solo. 2008.
- Stabat mater. Violine solo. 2008.
- The techno concert. Violine und Kammerorchester. 2009.
- 1945. Violine solo. 2010.
- Silent song 3. Violine solo. 2012.
- Daedalus und Ikarus. Violine solo. 2012.
- Violinschule in fünf Stufen. 2012.
- Wo die Sprache endet. 2018.
- Rhythmusschule – Rhythmusmethode Florian Meierott. 2019.
- Dark Elegy. für Violine solo oder für 2 Violinen (alternativ) 2020.
- The Gold Book.- die wichtigsten Werke für Violine. 2021.

## Diskografie (Auswahl)
- Violine und Orgel, Werke von Jaan Rääts, Mati Kuulberg, Petr Eben, Augustyn Bloch und Krzysztof Meyer; mit Stefan Palm (Orgel); Kreuzberg Records kr 10068 (2001)
- The techno concert, German Chamber Orchester, Alexander Fuhl.
- Violinkonzerte von Johannes Brahms und Jaan Rääts, Berliner Symphoniker, Bieler Symphonieorchester, Alois Springer Dir. (Vogt und Fritz, Sound)
- Beethoven, Mozart, Brahms, mit Iris Schmid, Klavier (Amphion)